# 芳齡十三
《芳齡十三》（英語：Thirteen）是於2003年在美國上映的劇情片，由嘉芙連·赫域姬執導，荷莉·杭特及伊雯·瑞秋·伍德等主演。電影劇本由妮基·瑞德及導演合寫，改編自妮基·瑞德本身的高中生涯。

## 剧情
13岁的特蕾西-弗里兰是洛杉矶的一所中学的新生，她是一个聪明而温和的优等生。她的离婚母亲梅兰妮是一个正在戒酒的酗酒者，她通过做美发师来努力支持特蕾西和她的哥哥梅森。梅兰妮忙于和男友布雷迪在一起，而没有关注特蕾西日益严重的身体形象问题。特蕾西感到被母亲忽视了，偶尔会割伤自己以缓解压力。
在七年级的第一天，特蕾西遇到了伊维-萨莫拉，她是班上最受欢迎的女孩。在被同学嘲笑 "卷心菜补丁 "衣服后，特蕾西很不高兴，决定摆脱年幼形象。在梅兰妮朋友的商店里，特蕾西很兴奋地找到了更时尚的衣服。
第二天，特蕾西穿着新衣服去学校。午餐时，她坐在附近观察伊维，看到伊维去了洗手间就跟着她。伊维似乎意识到特蕾西在跟踪她，于是称赞特蕾西的新衣服。特蕾西也夸奖了伊维。伊维邀请特蕾西去好莱坞的梅尔罗斯大道购物，并在特蕾西的地址簿上写下电话号码。
充满希望的特蕾西在放学拨打了这个号码，但经过两次尝试后，她意识到伊维给了她一个假的电话号码来恶搞她。尽管如此，特蕾西还是毅然决然地出现在梅尔罗斯大道上，与伊维和她的朋友阿斯特里德见面。伊维和阿斯特里德似乎对特蕾西的出现感到惊讶，对她大笑。特蕾西目睹了这两个人的偷窃行为，并借口离开商店。她坐在外面的长椅上，一个心不在焉的女人坐在她旁边。那个女人的钱包掉了下来，特蕾西拿走了它。她找到了伊维和阿斯特里德，三个人兴高采烈地拿着偷来的钱疯狂购物。
当她回到家时，特蕾西发现梅兰妮邀请布雷迪当晚来吃饭。一个闪回显示布雷迪戒毒的暴力场面，这一幕让特蕾西受到了创伤。
特蕾西和伊维变得形影不离。伊维向特蕾西介绍了她的性、毒品和犯罪世界。伊维告诉梅兰妮，她的成年表姐监护人布鲁克要出城两个星期，梅兰妮同意让伊维和特蕾西一起住。伊维发现了特蕾西的切割成瘾。尽管梅兰妮对特雷西的行为变化感到担忧，并担心伊维的影响程度，但找不到干预的办法。梅兰妮试图把伊维送回家，但在伊维声称她的监护人的男友有身体虐待行为后，她勉强让伊维留下来。随着特蕾西和伊维的关系越来越密切，特蕾西更加不尊重梅兰妮。
伊维和特蕾西越来越失控，两人试图勾引特雷西的邻居救生员卢克，卢克把她们赶出去。梅兰妮决定和特蕾西、布雷迪和伊维一起过一个家庭电影之夜，但是，在梅兰妮的背后，这两个女孩逃去好莱坞的街头玩耍。在一家商店买饮料时，梅森震惊地发现特蕾西穿着性感的丁字裤。发现女孩们偷偷溜出去后，特蕾西和梅兰妮在家里大吵。女孩们轮流从一罐电子产品气体除尘器中吸入一氧化二氮，并变得如此陶醉，以至于开始互殴。
梅兰妮试图打破女孩们的友谊，把特蕾西送到她父亲那里去住，他是个专注事业的商人，但他拒绝了。在伊维的逗留时间超过两周后，梅兰妮试图联系布鲁克，但没有成功。梅兰妮与伊维和特蕾西一起去布鲁克家。她们发现布鲁克因为失败的整形手术而躲起来。伊维希望梅兰妮正式收养她，但梅兰妮拒绝了。伊维感到愤怒和伤害，哭着冲了出去。在学校，伊维让她的朋友们反对特蕾西，特蕾西被告知她必须重读七年级，开始意识到她的生活方式的负面影响。
在放学回家的路上，布雷迪带特蕾西回家，梅兰妮、伊维和布鲁克正安静地坐在客厅里等她。布鲁克向特蕾西质问她的吸毒和偷窃行为，她一直认为特蕾西是对伊维的不良影响。愤怒的特蕾西坚持认为伊维才是教唆者，但布鲁克不相信，并宣布她要带伊维搬到奥哈伊镇，让她远离特蕾西。梅兰妮为特蕾西的清白辩护，但随后布鲁克拉起特蕾西的袖子，让梅兰妮看到自残的伤痕。
在一场尖叫之后，布鲁克和伊维离开了。特蕾西在梅兰妮的怀里哭泣，并试图抵抗她母亲的怀抱，两人一起在特蕾西的床上睡着了。最后一幕是特蕾西梦到在白天在公园的旋转木马上独自旋转和尖叫。

## 主要演員
- 荷莉·杭特
- 伊雯·瑞秋·伍德